# John Sebrie Watts
John Sebrie Watts (* 19. Januar 1816 im Boone County, Kentucky; † 11. Juni 1876 in Bloomington, Indiana) war ein US-amerikanischer Politiker. Zwischen 1861 und 1863 vertrat er das New-Mexico-Territorium als Delegierter im US-Repräsentantenhaus.

## Frühe Jahre und politischer Aufstieg
Noch während seiner Schulzeit kam Watts nach Indiana. Danach studierte er an der Indiana University in Bloomington. Nach einem Jurastudium begann er als Rechtsanwalt zu arbeiten. Watts wurde Mitglied der Republikanischen Partei. Zwischen 1846 und 1847 war er Abgeordneter im Repräsentantenhaus von Indiana. In den Jahren 1851 bis 1854 diente er als Richter im New-Mexico-Territorium. Danach arbeitete er wieder als Rechtsanwalt.

## Kongressdelegierter und weiterer Lebenslauf
Im Jahr 1860 wurde John Watts zum Delegierten des New-Mexico-Territoriums im US-Repräsentantenhaus gewählt. Dort löste er am 4. März 1861 Miguel Antonio Otero ab. Im Kongress absolvierte Watts bis zum 3. März 1863 nur eine Legislaturperiode als Delegierter. Als solcher hatte er dort auch kein volles Stimmrecht, weil New Mexico damals noch kein offizieller Bundesstaat der Vereinigten Staaten war.
Im Jahr 1864 war Watts Delegierter zur Republican National Convention, auf der Präsident Abraham Lincoln für eine zweite Amtszeit nominiert wurde. Im Verlauf des Bürgerkriegs beteiligte sich Watts aktiv an der Ausrüstung der Truppen der Union. Am 11. Juli 1868 wurde John Watts von Präsident Andrew Johnson zum Obersten Richter im New-Mexico-Territorium ernannt. Dieses Amt bekleidete er ein Jahr lang. Danach arbeitete er als Rechtsanwalt in Santa Fe. Später kehrte er nach Bloomington in Indiana zurück, wo er im Jahr 1876 verstarb.